# ال آلتو
ال آلتو (به اسپانیایی: El Alto) یک شهر در بولیوی است که در El Alto Municipality واقع شده‌است. ال آلتو دومین شهر بزرگ بولیوی است که در مجاورت لاپاز، پایتخت این کشور قرار دارد. این شهر بخشی از شهرستان لاپاز واقع در استان پدرو دومینگو موریلو است. جمعیت این شهر در سال ۲۰۲۰ بالغ بر ۹۴۳۵۵۸ نفر بوده است. ال آلتو در ارتفاع بالای ۴۰۰۰ متری از سطح دریای آزاد قرار دارد.